# كريس مايرز
كريس مايرز (بالإنجليزية: Chris Myers)‏ (1 أبريل 1969 في المملكة المتحدة - ) هو مدرب كرة قدم ولاعب كرة قدم بريطاني في مركز الوسط. لعب مع دندي يونايتد ونادي إكزتر سيتي ونادي توركي يونايتد ونادي ريكسهام ونادي سكاربورو وDorchester Town F.C. ‏ وBarnstaple Town F.C. ‏ وDawlish Town A.F.C. ‏ ونادي تاونتون تاون ‏.

## وصلات خارجية
- كريس مايرز على موقع قاعدة بيانات كرة القدم.إي يو (الإنجليزية)
- كريس مايرز على موقع Soccerbase.com (لاعب) (الإنجليزية)